# Чаликові
Чали́кові (болг. Чалъкови) — село в Пловдивській області Болгарії. Входить до складу общини Раковський.

## Населення
За даними перепису населення 2011 року у селі проживали 2038 осіб.
Національний склад населення села:
| Національність   | Кількість осіб | Відсоток |
| ---------------- | -------------- | -------- |
| болгари          | 1748           | 92,3%    |
| цигани           | 140            | 7,4%     |
| турки            | 5              | 0,3%     |
| інша             | 0              | 0%       |
| не визначились   | 0              | 0%       |
| Всього відповіли | 1893           |          |

Розподіл населення за віком у 2011 році:
Динаміка населення: